# Zolfo Springs
Zolfo Springs es un pueblo ubicado en el condado de Hardee en el estado estadounidense de Florida. En el Censo de 2010 tenía una población de 1.827 habitantes y una densidad poblacional de 403,55 personas por km².

## Geografía
Zolfo Springs se encuentra ubicado en las coordenadas 27°29′34″N 81°47′13″O / 27.49278, -81.78694. Según la Oficina del Censo de los Estados Unidos, Zolfo Springs tiene una superficie total de 4.53 km², de la cual 4.53 km² corresponden a tierra firme y (0%) 0 km² es agua.

## Demografía
Según el censo de 2010, había 1.827 personas residiendo en Zolfo Springs. La densidad de población era de 403,55 hab./km². De los 1.827 habitantes, Zolfo Springs estaba compuesto por el 64.7% blancos, el 4.21% eran afroamericanos, el 0.55% eran amerindios, el 0.6% eran asiáticos, el 0.33% eran isleños del Pacífico, el 26.49% eran de otras razas y el 3.12% pertenecían a dos o más razas. Del total de la población el 64.42% eran hispanos o latinos de cualquier raza.